# Ostra (Tatry Wysokie)

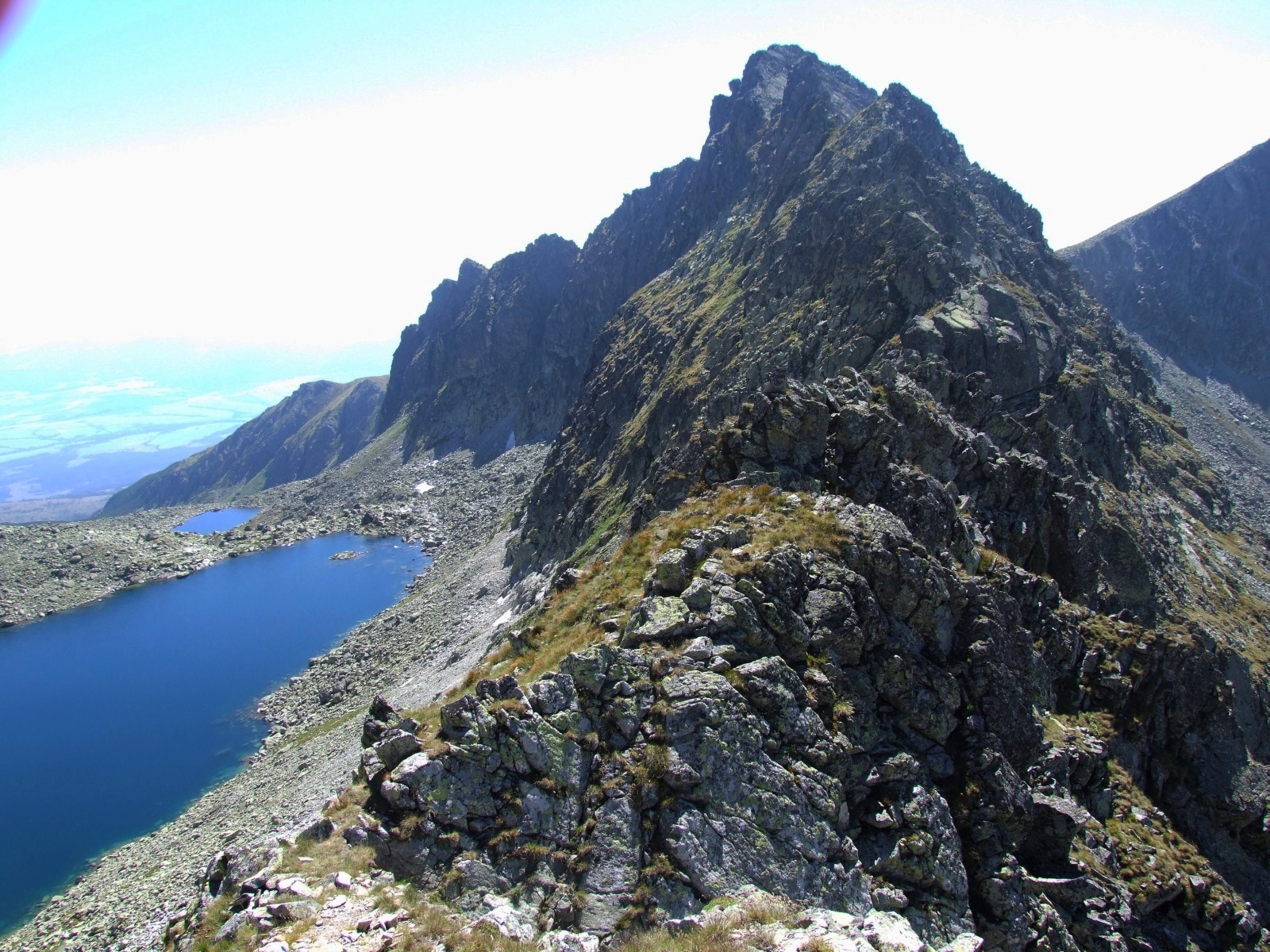
Ostra, widok z Furkotnej Przełęczy

Ostra (słow. Ostrá, niem. Ostra, Scharfkammspitze, węg. Osztra) – obszerny i piarżysty szczyt o wysokości 2351, 2350 lub 2349 m n.p.m. w bocznej grani Tatr Wysokich, w tzw. głównej grani odnogi Krywania. Położony jest pomiędzy Furkotem (Furkotský štít), od którego oddziela go Furkotna Przełęcz (Furkotské sedlo), a Krótką (Krátka), od której oddziela go Niewcyrska Przełęcz (Nefcerské sedlo).
Od Ostrej odchodzi w kierunku południowym długa, boczna grań, która oddziela Dolinę Furkotną od Doliny Suchej Ważeckiej. W grani tej można wyróżnić m.in. następujące obiekty (w kolejności od Ostrej):
- Liptowska Przełączka (Liptovská štrbina),
- Liptowskie Turnie:
  - Zadnia Liptowska Turnia (Liptovská veža, 2268[3] lub 2271[2] m),
  - Wyżnia Liptowska Przehyba (Kozia priehyba),
  - Pośrednia Liptowska Turnia (Kozí hrb, 2272 m[2]),
  - Niżnia Liptowska Przehyba (Vyšný Kozí zárez),
  - Skrajna Liptowska Turnia (Kozia stena),
- Kozi Karbik (Kozí zarez),
- Kozi Róg (Liptowski Róg[2], Kozí roh),
- Ostra Przełączka (Ostrý zárez, ok. 2105 m[2]),
- Ważecka Turnia (Ostrá veža, 2129 m) o dwóch wierzchołkach, między którymi znajduje się Ważecka Szczerbina (Ostrá štrbina),
- Ważecki Palec (Ostrý palec),
- Ważecki Ząb (Ważecka Turniczka[2], Ostrá vežička),
- Ważecka Kopa (Ostrá kopa),
- Siodełko (Sedielkový priechod, ok. 2015 m) – szeroka przełęcz używana dawniej przez turystów i myśliwych jako połączenie pomiędzy Doliną Furkotną a Suchą, obecnie nie prowadzi na nią żaden ze szlaków turystycznych,
- Siodełkowa Kopa (Sedielková kopa, 2065 m) – kopulasty szczyt, w którym grań rozdziela się na dwa grzbiety o zboczach pokrytych kosodrzewiną i obejmujących najniższą część Doliny Ważeckiej zwaną Przednim Handlem (Predný Handel)[2][5].

Pierwsze odnotowane przejście całej południowej grani – Alfred Martin i Johann Franz (senior) 19 września 1907 r.
W północno-wschodniej grani (w kierunku do Furkotu) wyróżniają się kolejno:
- Wyżnia Furkotna Ławka (Vyšná Furkotská štrbina),
- Wielka Furkotna Turnia (Furkotská veža, Veľká Furkotská veža), pierwsze odnotowane wejście – Alfred Martin, Johann Franz (senior) 19 września 1907 r.,
- Pośrednia Furkotna Ławka (Prostredná Furkotská štrbina),
- Pośrednia Furkotna Turnia (Prostredná Furkotská veža),
- Niżnia Furkotna Ławka (Nižná Furkotská štrbina),
- Mała Furkotna Turnia (Malá Furkotská veža),
- Furkotna Przełęcz (Furkotské sedlo)[3].

Na szczyt Ostrej nie prowadzi żaden znakowany szlak turystyczny. Drogi prowadzące na wierzchołek znane były od dawna. Najprawdopodobniej z wierzchołka prowadzono pomiary kartograficzne. Pierwsze odnotowane wejścia:
- latem – Karol Englisch, Paul Spitzkopf senior – 18 lipca 1903 r.,
- zimą – Peter Havas w styczniu 1906 r.[5]